# Lectuur
Lectuur in de ruime betekenis verwijst naar alles wat gelezen kan worden. Het is dus een verzamelnaam voor boeken, stripboeken, pamfletten, tijdschriften en kranten. Lectuur in de strikte betekenis is de lagere, populaire vorm van geschreven fictie. De rest van dit artikel behandelt lectuur in deze zin.
Lectuur wordt gekenmerkt door eenvoud: simpele verhaallijnen, oppervlakkig getekende personages, weinig vernieuwend in schrijftechniek. In tegenstelling tot de karakters in literatuur, zitten in lectuur stereotypen die altijd oppervlakkig blijven. Ze veranderen niet in het verhaal. 
De bekendste vormen van lectuur zijn stationsromannetjes met clichématige liefdesverhalen als onderwerp. Lectuur of pulp staat tegenover literatuur.
Lectuur wordt soms aangeduid als massaliteratuur, ontsnappingsliteratuur, triviaalliteratuur, amusementsliteratuur of populaire literatuur. Daaronder vallen dokters-, liefdes-, sciencefiction-, wildwest- en misdaadromans, maar ook vele week- en maandbladen vallen onder deze noemer.